# إدريسا دومبيا
إدريسا دومبيا (بالفرنسية: Idrissa Doumbia) (مواليد 14 أبريل 1998) هو لاعب كرة قدم من ساحل العاج يلعب في مركز الوسط المدافع لعب سابقاً في النادي الأهلي القطري.

## روابط خارجية
- إدريسا دومبيا على موقع الاتحاد الأوربي (الإنجليزية)
- إدريسا دومبيا على موقع اتحاد تركيا (لاعب) (الإنجليزية)
- إدريسا دومبيا على موقع قاعدة بيانات كرة القدم.إي يو (الإنجليزية)
- إدريسا دومبيا على موقع ناشيونال فوتبول تيمز (الإنجليزية)
- إدريسا دومبيا على موقع Soccerway.com (الإنجليزية)
- إدريسا دومبيا على موقع عالم كرة القدم.نت (الإنجليزية)
- إدريسا دومبيا على موقع أوليمبيديا (الإنجليزية)
- إدريسا دومبيا على موقع AS.com (الإسبانية)